# Сибила
Сибила (грч. Σίβυλλα) антички назив оријенталног поријекла за свештеницу која у екстази прориче будућност. Према народном вјеровању живјеле су 1.000 година. Фигуративно значење: „бабетина, матора вештица“.

## Поријекло имена
По античком миту Сибила је била Аполонова свештеница која се прочула по својим пророчанствима. Ово је прва Сибила и она родоначелује и постаје синоним за појам пророчица. Од ње је настало још једанаест сибила.

## Остале сибиле
Остале сибиле према географској припадности јесу:
- персијска
- хебрејска
- либијска
- делфска
- кимеријска
- еритрејска
- самијска
- кумска
- хелеспонтска
- фригијска
- тибурска

## Види
- Питија